# Technika stopa w drzwiach
Stopa w drzwiach (ang. foot-in-the-door) – w psychologii społecznej: jedna z sekwencyjnych technik wpływu społecznego, która polega na poprzedzeniu prośby zasadniczej, mniejszą, łatwiejszą do spełnienia. Skuteczność techniki została po raz pierwszy zweryfikowana w 1966 roku przez Jonatana Freedmana i Simona Frasera, choć fenomen znany był o wiele wcześniej (objawia się to choćby w przysłowiu „daj komuś palec, a on weźmie całą rękę”, którego odpowiedniki występują w wielu językach). Technika z powodzeniem stosowana jest w przekazach reklamowych i akcjach charytatywnych; używana była podczas wojny koreańskiej (pranie mózgu), w nazistowskiej propagandzie, ale też w programach edukacji dla pokoju prowadzonej w celu złagodzenia sytuacji w regionach gwałtownych konfliktów.

## Weryfikacja czynników wpływających na skuteczność
Skuteczność stopy w drzwiach badano w zależności od wielu czynników: 
- Wykonanie wstępnego zadania – rzeczywiste spełnienie pierwszej prośby wpływa na siłę fenomenu. W warunkach, gdzie badani deklarowali jedynie chęć pomocy, prawdopodobieństwo spełnienia kolejnej prośby zwiększało się tylko nieznacznie, w porównaniu do sytuacji, gdy technika nie była stosowana[5]. Efekt występuje jednak nawet wtedy, gdy prośba nie jest możliwa do spełnienia (np. wskazanie kierunku do ulicy, której nie ma w danym mieście)[2].
- Zaangażowanie w wykonanie wstępnego zadania – efekt występuje zarówno w sytuacjach, gdy pierwsza prośba nie jest zbyt angażująca lub gdy wymaga większego wysiłku (np. większa ilość pytań w ankiecie lub prośba o zwrócenie szczególnej uwagi podczas wykonywania zadania). Zgoda na spełnienie drugiej prośby jest jednak częstsza w sytuacjach, gdy pierwsze zadanie jest bardziej angażujące[5].
- Wielkość wstępnej prośby – związek pomiędzy różnicą  w wielkości obu próśb i siłą efektu techniki nie jest jasny. Z jednej strony wskazuje się, że prawdopodobieństwo zgody na wykonanie drugiego zadania może się zwiększać, wraz ze wzrostem wielkości zaakceptowanej pierwotnej prośby[6]. Z drugiej strony, w analizach porównujących warunki dużej wstępnej prośby i jej zupełnego braku, wykazano, że efektywniejsza była rezygnacja ze stosowania metody[5].
- Podobieństwo próśb – związek ten nie jest jasny[5]. Oryginalne badanie Freedmana  i Frasera wskazało, że podobieństwo próśb pozytywnie wpływa na prawdopodobieństwo uzyskania drugiej zgody, choć efekt może również wystąpić, gdy zadania nie wydają się być związane ze sobą[1].
- Jeden proszący vs dwaj różni – nie ma większej różnicy czy prośby składa ta sama osoba, czy dwie różne[2][6].
- Odstęp czasowy – nie wygląda na to, by długość odstępu czasowego pomiędzy prośbami miała wpływ na efekt[2][6], choć prawdopodobnie lepiej, gdy jakaś przerwa wystąpi, jeśli prośby ma składać ta sama osoba[5].
- Zewnętrzne motywatory – nie jest jasne czy wynagradzanie (pieniężne) za spełnienie pierwszej prośby zmniejsza efekt stopy w drzwiach: badania dają mieszane wyniki[5], choć zakłada się, że zależność ta raczej występuje[2].
- Normy społeczne – informacja, że dana prośba nie była spełniania przez większość proszonych osób, może zniwelować efekt stopy w drzwiach[5].

## Przyczyny skuteczności
Skuteczność techniki interpretowana jest za pomocą różnych mechanizmów psychologicznych:
- Spostrzeganie siebie na podstawie własnego zachowania – zgodnie z teorią autopercepcji, po wypełnieniu pierwszego zadania i przy braku zewnętrznych motywatorów, jednostka może uznać, że jest osobą spełniającą tego typu prośby. W rezultacie tej atrybucji, podmiot łatwiej spełni kolejną prośbę, która pozwoli utrzymać wytworzony obraz siebie. W literaturze jest to najczęściej proponowane wyjaśnienie efektu stopy w drzwiach[2][3][5].
- Zaangażowanie i konsekwencja – ludzie posiadają mniejszą lub większą potrzebę spostrzegania swoich zachowań i postaw jako spójnych (oraz by inni je tak oceniali). Odmowa spełnienia drugiej prośby może zagrozić spostrzeganej spójności, co skłania jednostkę do utrzymania ciągłości w zachowaniu[2][5][7].
- Efekt kontrastu – łatwość z jaką wykonana została pierwsza prośba może posłużyć jako informacja o bezproblemowości drugiej[2][8].
- Aprobata społeczna jako nagroda – uśmiech lub podziękowanie za spełnienie wstępnej prośby zwiększa prawdopodobieństwo wykonania zasadniczej[2][3].